# NSWRL 1986
Die NSWRL 1986 war die 79. Saison der New South Wales Rugby League Premiership, der ersten australischen Rugby-League-Meisterschaft. Den ersten Tabellenplatz nach Ende der regulären Saison belegten die Parramatta Eels. Diese gewannen im Finale 4:2 gegen die Canterbury-Bankstown Bulldogs und gewannen damit die NSWRL zum vierten Mal.

## Tabelle
|      | Team                          | Spiele | Siege | Unent. | Ndlg. | Spiel- punkte | Diff. | Tabellen- punkte |
| ---- | ----------------------------- | ------ | ----- | ------ | ----- | ------------- | ----- | ---------------- |
| 01.  | Parramatta Eels               | 24     | 16    | 1      | 7     | 446:280       | + 166 | 37               |
| 02.  | South Sydney Rabbitohs        | 24     | 15    | 2      | 7     | 353:318       | + 35  | 36               |
| 03.  | Canterbury-Bankstown Bulldogs | 24     | 15    | 1      | 8     | 428:264       | + 164 | 35               |
| 04.  | Manly-Warringah Sea Eagles    | 24     | 14    | 1      | 9     | 476:379       | + 97  | 33               |
| 05.  | Balmain Tigers                | 24     | 13    | 0      | 11    | 403:387       | + 16  | 30               |
| 06.  | North Sydney Bears            | 24     | 13    | 0      | 11    | 362:416       | - 54  | 30               |
| 07.  | St. George Dragons            | 24     | 12    | 1      | 11    | 360:402       | - 42  | 29               |
| 08.  | Penrith Panthers              | 24     | 11    | 1      | 12    | 446:394       | + 52  | 27               |
| 09.  | Eastern Suburbs Roosters      | 24     | 10    | 0      | 14    | 334:364       | - 30  | 24               |
| 010. | Cronulla-Sutherland Sharks    | 24     | 9     | 1      | 14    | 310:464       | - 154 | 23               |
| 011. | Canberra Raiders              | 24     | 8     | 1      | 15    | 391:413       | - 22  | 21               |
| 012. | Western Suburbs Magpies       | 24     | 8     | 1      | 15    | 372:538       | - 166 | 21               |
| 013. | Illawarra Steelers            | 24     | 7     | 0      | 17    | 310:372       | - 62  | 18               |

- Da in dieser Saison jedes Team zwei Freilose hatte, wurden nach der Saison zur normalen Punktezahl noch vier Punkte dazugezählt.

## Playoffs

### Ausscheidungsplayoff
| 2. September | Balmain Tigers | 14 : 7 | North Sydney Bears | Sydney Cricket Ground, Sydney Zuschauer: 10.788 Schiedsrichter: Mick Stone |
| 2. September | Bericht        |        |                    | Sydney Cricket Ground, Sydney Zuschauer: 10.788 Schiedsrichter: Mick Stone |

- Das Spiel fand statt, da Balmain und North Sydney punktgleich waren.

### Ausscheidungs/Qualifikationsplayoffs
| 6. September | Balmain Tigers  | 29 : 22 | Manly-Warringah Sea Eagles | Sydney Cricket Ground, Sydney Zuschauer: 17.597 Schiedsrichter: Kevin Roberts |
| 6. September | (19:12) Bericht |         |                            | Sydney Cricket Ground, Sydney Zuschauer: 17.597 Schiedsrichter: Kevin Roberts |

| 7. September | Canterbury-Bankstown Bulldogs | 16 : 2 | South Sydney Rabbitohs | Sydney Cricket Ground, Sydney Zuschauer: 24.573 Schiedsrichter: Mick Stone |
| 7. September | (4:0) Bericht                 |        |                        | Sydney Cricket Ground, Sydney Zuschauer: 24.573 Schiedsrichter: Mick Stone |

| 13. September | Balmain Tigers | 36 : 11 | South Sydney Rabbitohs | Sydney Cricket Ground, Sydney Zuschauer: 27.035 Schiedsrichter: Kevin Roberts |
| 13. September | (8:8) Bericht  |         |                        | Sydney Cricket Ground, Sydney Zuschauer: 27.035 Schiedsrichter: Kevin Roberts |

| 14. September | Parramatta Eels | 28 : 6 | Canterbury-Bankstown Bulldogs | Sydney Cricket Ground, Sydney Zuschauer: 32.499 Schiedsrichter: Mick Stone |
| 14. September | Bericht         |        |                               | Sydney Cricket Ground, Sydney Zuschauer: 32.499 Schiedsrichter: Mick Stone |

### Halbfinale
| 21. September | Canterbury-Bankstown Bulldogs | 28 : 16 | Balmain Tigers | Sydney Cricket Ground, Sydney Zuschauer: 32.341 Schiedsrichter: Mick Stone |
| 21. September | Bericht                       |         |                | Sydney Cricket Ground, Sydney Zuschauer: 32.341 Schiedsrichter: Mick Stone |

### Grand Final
| 28. September | Parramatta Eels           | 4 : 2         | Canterbury-Bankstown Bulldogs | Sydney Cricket Ground, Sydney Zuschauer: 45.843 Schiedsrichter: Mick Stone |
| 28. September | Straftritte: Cronin (2/4) | (2:0) Bericht | Straftritte: Lamb (1/2)       | Sydney Cricket Ground, Sydney Zuschauer: 45.843 Schiedsrichter: Mick Stone |

| 1                  | Paul Taylor     |
| 2                  | Mick Delroy     |
| 3                  | Mick Cronin     |
| 4                  | Steve Ella      |
| 5                  | Eric Grothe     |
| 6                  | Brett Kenny     |
| 7                  | Peter Sterling  |
| 8                  | Ray Price       |
| 9                  | John Muggleton  |
| 10                 | Mark Laurie     |
| 11                 | Terry Leabeater |
| 12                 | Michael Moseley |
| 13                 | Geoff Bugden    |
| Auswechselspieler: |                 |
| 52                 | Peter Wynn      |
| 18                 | Tony Chalmers   |

| 1                  | Phil Sigsworth |
| 2                  | Andrew Farrar  |
| 3                  | Michael Hagan  |
| 4                  | Chris Mortimer |
| 5                  | Steve O’Brien  |
| 6                  | Terry Lamb     |
| 7                  | Steve Mortimer |
| 8                  | Paul Langmack  |
| 9                  | Steve Folkes   |
| 10                 | Paul Dunn      |
| 11                 | Peter Kelly    |
| 12                 | Mark Bugden    |
| 13                 | Peter Tunks    |
| Auswechselspieler: |                |
| 15                 | David Boyd     |
| 14                 | Geoff Robinson |